# Кэри, Мишель
Мишель Кэри (англ. Michelle Carey; род. 20 марта 1981 или 20 февраля 1981, Дублин), в замужестве Паркер (англ. Parker) — ирландская легкоатлетка, специалистка по барьерному бегу и спринту. Выступала за сборную Ирландии по лёгкой атлетике в 2000—2012 годах, многократная чемпионка страны, победительница и призёрка крупных международных стартов, участница двух летних Олимпийских игр.

## Биография
Мишель Кэри родилась 20 февраля 1981 года в Дублине, Ирландия.
Выступала на различных международных стартах начиная с 2000 года.
В 2001 году впервые одержала победу на чемпионате Ирландии в беге на 400 метров с барьерами и впоследствии неоднократно завоёвывала национальный титул в данной дисциплине.
В 2003 году бежала 400 метров с барьерами на молодёжном европейском первенстве в Быдгоще и на Всемирной Универсиаде в Тэгу.
В 2004 году в составе ирландской сборной стартовала в эстафете 4 × 400 метров на чемпионате мира в помещении в Будапеште, в финал не вышла.
Будучи студенткой, в 2005 году представляла Ирландию на Всемирной Универсиаде в Измире, где выступила в 400-метровом барьерном беге и в эстафете 4 × 400 метров.
В 2006 году соревновалась в барьерном беге на 400 метров на чемпионате Европы в Гётеборге.
В 2007 году приняла участие в чемпионате мира в Осаке, остановилась на предварительном квалификационном этапе.
Благодаря череде успешных выступлений в 2008 году удостоилась права защищать честь страны на летних Олимпийских играх в Пекине — на предварительном квалификационном этапе бега на 400 метров с барьерами показала время 57,99, чего оказалось недостаточно для выхода в полуфинальную стадию.
На чемпионате мира 2009 года в Берлине так же не смогла преодолеть предварительный этап 400-метрового барьерного бега.
В 2010 году на чемпионате Европы в Барселоне бежала 400 метров с барьерами и эстафету 4 × 400 метров.
В 2011 году отметилась выступлением в эстафете 4 × 400 метров на чемпионате мира в Тэгу.
В 2012 году выступила в эстафете 4 × 400 метров на чемпионате Европы в Хельсинки и на Олимпийских играх в Лондоне — в первом случае их команда была дисквалифицирована, а во втором ирландки показали недостаточный для выхода в финал результат. По окончании сезона Кэри завершила спортивную карьеру.